# Episodi di Brickleberry (terza stagione)
La terza ed ultima stagione di Brickleberry è andata in onda originariamente negli Stati Uniti divisa in due parti: la prima (ep. 1-10) il martedì dal 16 settembre al 18 novembre 2014, mentre la seconda (ep. 11-13) dal 31 marzo al 14 aprile 2015 su Comedy Central.
In Italia la prima parte è stata trasmessa in prima visione assoluta dal 7 dicembre 2014 al 4 gennaio 2015 sul canale satellitare Fox Animation; mentre due episodi della seconda parte sono stati trasmessi sullo stesso canale il 14 e il 21 giugno 2015. L'episodio 11 in Italia è stato trasmesso durante la maratona Brickleberry Night su Fox Animation il 7 aprile 2019.

## Episodi
| N° | Codice di produzione | Titolo originale         | Titolo italiano              | Prima TV USA      | Prima TV Italia  |
| -- | -------------------- | ------------------------ | ---------------------------- | ----------------- | ---------------- |
| 1  | 3RAG01               | Obamascare               | La riforma di Obama          | 16 settembre 2014 | 7 dicembre 2014  |
| 2  | 3RAG02               | In Da Club               | Il club                      | 23 settembre 2014 | 7 dicembre 2014  |
| 3  | 3RAG03               | Miss National Park       | Miss Parco Nazionale         | 30 settembre 2014 | 14 dicembre 2014 |
| 4  | 3RAG04               | That Brother's My Father | Un papà per Woody            | 07 ottobre 2014   | 14 dicembre 2014 |
| 5  | 3RAG05               | Write Em' Cowboy         | Lasciare il segno            | 14 ottobre 2014   | 21 dicembre 2014 |
| 6  | 3RAG06               | Old Wounds               | Vecchie ferite               | 21 ottobre 2014   | 21 dicembre 2014 |
| 7  | 3RAG07               | Baby Daddy               | Incinto                      | 28 ottobre 2014   | 28 dicembre 2014 |
| 8  | 3RAG08               | Steve the Fearless Pilot | Steve, il pilota senza paura | 04 novembre 2014  | 28 dicembre 2014 |
| 9  | 3RAG09               | High Stakes              | Amicizia altolocata          | 11 novembre 2014  | 4 gennaio 2015   |
| 10 | 3RAG10               | Amber Alert              | Tutti pazzi per Amber        | 18 novembre 2014  | 4 gennaio 2015   |
| 11 | 3RAG11               | Cops and Bottoms         | Miracoli e poliziotti        | 31 marzo 2015     | 7 aprile 2019    |
| 12 | 3RAG12               | Campin' Ain't Easy       | Vita da Campeggio            | 7 aprile 2015     | 14 giugno 2015   |
| 13 | 3RAG13               | Global Warning           | Il complotto delle mucche    | 14 aprile 2015    | 21 giugno 2015   |

## La riforma di Obama
- Sceneggiatura: Roger Black e Waco O'Guin
- Regia: Ira Sherak
- Messa in onda originale: 16 settembre 2014
- Messa in onda italiana: 07 dicembre 2014

Il Presidente degli Stati Uniti Barack Obama è in visita a Brickleberry per consegnare a Woody un premio per la sua dedizione ed il suo presenzialismo sul posto di lavoro. Nonostante le proprie idee chiaramente repubblicane, il capo ranger è molto orgoglioso di ricevere un premio dal Presidente ed ordina ai suoi di aiutarlo nel disfarsi di tutto il materiale filo-repubblicano ed anti-Obama da lui posseduto. Più di ogni altra cosa, Woody cerca di tenere lontano dal parco Steve, sapendo che il ranger lo metterebbe sicuramente in imbarazzo alla presenza di Obama. A causa di uno scherzo di Malloy, Steve spara accidentalmente a Woody e quest'ultimo necessita di un trapianto di fegato. Tuttavia, proprio a causa della riforma sanitaria di Obama, il dott. Kuzniak non riesce a reperire in tempo un nuovo fegato per l'uomo e così decide di cucire Woody al corpo di Steve, in modo che i due condividano temporaneamente lo stesso organo vitale e Woody possa sopravvivere. Connie, nel frattempo, apprende con sgomento la notizia della visita di Obama, perché, a suo dire, il Presidente ha un'ossessione sessuale per lei dai tempi in cui la donna lavorò alla campagna elettorale del Presidente. Ovviamente, nessuno le crede.
Per giustificare la situazione in cui si trova, Woody decide di far passare Steve per un bambino malato e disadattato, facendo andare su tutte le furie il suo sottoposto...

## Il club
- Sceneggiatura: Lisa Parson
- Regia: Spencer Laudiero
- Messa in onda originale: 23 settembre 2014
- Messa in onda italiana: 07 dicembre 2014

Woody desidera fortemente entrare a far parte del locale country club, tanto da aver eliminato fisicamente i possibili candidati per l'ammissione. Il suo scopo è quello di poter mangiare il club sandwich, ossia un panino che il club distribuisce ai soci in occasione del torneo di golf annuale che l'uomo ha assaggiato, di ritorno dalla guerra, rovistando tra i rifiuti. Per fare maggiormente impressione sui membri del club, Woody si fa accompagnare da Denzel e lo costringe a fingersi il suo autista. Sorprendentemente, i membri del club rifiutano Woody ed ammettono Denzel. Steve resta quindi senza la compagnia dell'amico e decide di uscire con Connie, che lo porta ad un bar per lesbiche. Per farsi accettare, Steve si finge una donna lesbica di nome Steeva Longoria. Parallelamente, Malloy si ritrova ad avere un'infiammazione alle ghiandole anali ma si rifiuta di andare dal veterinario. Steve e Denzel decidono di sfidarsi con i rispettivi amici nel torneo di gold del country club e, durante la gara, Steve scopre qual è il vero motivo per cui i soci hanno deciso di ammettere Denzel. Woody, intanto, si introduce con la forza nelle cucine del country club per rubare la ricetta segreta del club sandwich...

## Miss Parco
- Sceneggiatura: Christopher Vane
- Regia: Bert Ring
- Messa in onda originale: 30 settembre 2014
- Messa in onda italiana: 14 dicembre 2014

Woody ha perso l'ennesima scommessa e viene minacciato da uno strozzino, col quale fa un'ultima scommessa: la vittoria di Ethel all'imminente concorso di Miss Ranger. Connie afferma di essere contraria ai concorsi di bellezza, perché da piccola i suoi genitori la costringevano a parteciparvi, fin quando l'esplosione ormonale dell'adolescenza l'ha trasformata nel donnone che è diventata. Ethel schernisce la collega che, per ripicca, decide di partecipare al concorso. Malloy decide di aiutare Connie a vincere per poter utilizzare il biglietto messo in palio nel concorso ed andare in Cina a picchiare un ragazzino che lo ha umiliato giocando on line ai videogame.
Parallelamente, Steve e Denzel decidono di accettare una proposta di ménage a trois avanzata loro da una misteriosa ed affascinante ragazza...

## Un papà per Woody
- Sceneggiatura: Rocky Russo e Jeremy Sosenko
- Regia: Ashley J. Long
- Messa in onda originale: 07 ottobre 2014
- Messa in onda italiana: 14 dicembre 2014

Woody riceve l'inaspettata visita di sua madre, rivelando il motivo per cui aveva sempre detto a tutti, Malloy compreso, che la donna fosse morta anni prima: sua madre è una donna morbosamente possessiva, che lo ha traumatizzato da piccolo, sottoponendolo a punizioni umilianti e dolorose ed incolpandolo del fallimento del proprio matrimonio con suo padre. Malloy non si cura dei traumi di Woody ed approfitta della situazione per spillare regali a quella che, in un certo senso, può considerarsi come sua nonna. Denzel incontra casualmente la madre di Woody con la quale ha un rapporto sessuale, così i due si fidanzano, mandando su tutte le furie Woody.
Connie, nel frattempo, scopre che registreranno in città una puntata del suo show televisivo preferito, la ruota della fortuna, e fa il provino come concorrente. Dopo averlo vinto, scopre che al provino ha assistito il presentatore del gioco, Pat Sajak, suo mito, e viene colta da un rovinoso attacco di diarrea con il quale distrugge lo studio televisivo ed a seguito del quale viene bandita dalla trasmissione.
Mentre Woody e Denzel iniziano ad andare d'accordo, Connie rapisce Pat Sajak per costringerlo a presentare una puntata del gioco solo per lei...

## Lasciare il segno
- Sceneggiatura: Eric Goldberg e Peter Tibbals
- Regia: Matthew Long
- Messa in onda originale: 14 ottobre 2014
- Messa in onda italiana: 21 dicembre 2014

Malloy vorrebbe una motocicletta vera, ma Woody, ricordandogli che è ancora un bambino, continua a regalargli solo biciclette-giocattolo. Stanco della vita da bambino, Malloy esprime il desiderio di diventare grande ad una macchinetta magica e si ritrova improvvisamente adulto.
Denzel scopre che Steve è un bravo cantante country e gli procura un ingaggio, ma i testi scritti dall'amico si prestano a facili doppi sensi ed equivoci, così che decide di farlo esibire in locali per adulti.
Intanto, Malloy si rende conto che la vita da adulti è più dura di quanto immaginasse...
La trama dell'episodio fa il verso, in parte, al film Big di Penny Marshall del 1988, con protagonista Tom Hanks.

## Vecchie ferite
- Sceneggiatura: Roger Black e Waco O'Guin
- Regia: Ira Sherak
- Messa in onda originale: 21 ottobre 2014
- Messa in onda italiana: 21 dicembre 2014

Durante una festa a base di sessualità e droga organizzata da Woody, a Bricklebarry arriva il nuovo Segretario degli interni, una donna di mezza età che inizia a dettar legge su tutti e che sembra provare astio particolarmente per il capo ranger. Denzel, per non perdere il lavoro, è costretto a smettere di assumere droghe. Seguendo gli assurdi suggerimenti di Malloy, Woody inizia ad insultare pesantemente il segretario, così la donna lo degrada a ranger semplice e lo caccia dalla residenza dei ranger, dove decide di accasarsi lei.

## Incinto
- Sceneggiatura: Josh Lehrman e Kyle Stegina
- Regia: Spencer Laudiero
- Messa in onda originale: 28 ottobre 2014
- Messa in onda italiana: 28 dicembre 2014

Approfittando dell'ennesima ubriacatura di Ethel, Steve riesce ad andarci a letto. Nonostante la ragazza non riesca a credere di aver avuto un rapporto sessuale col collega, si ritrova incinta, notizia che rende felicissimo Steve ma sgomenta lei, al punto di chiedere al dott. Kuzniak di farla abortire. Visto che non riesce ad impedire l'aborto, Steve sceglie di farsi impiantare l'embrione e di portare lui stesso avanti la gravidanza. Ethel cerca in tutti i modi di boicottare l'assurda gravidanza di Steve, però senza successo. 
Woody, intanto, viene fermato per guida in stato di ebbrezza e costretto a lavorare presso i servizi sociali. Qui, un medico lo sente parlare di Malloy e, non credendo all'esistenza di un orso parlante, lo interna in manicomio. Quando Woody invoca l'aiuto di Connie e Denzel, i racconti dei due peggiorano solamente la situazione...

## Steve, il pilota senza paura
- Sceneggiatura: Christopher Vane
- Regia: Ashley J. Long
- Messa in onda originale: 04 novembre 2014
- Messa in onda italiana: 28 dicembre 2014

Bricklebarry deve ospitare una regata per proprietari di yacht e Woody, per non sfigurare davanti ai ricchi avventori, decide di sbarazzarsi di tutti i visitatori poveri del parco come Bobby e Jim Petardo, ordinando a Steve ed Ethel di costruire una diga con dei barili di rifiuti tossici. Per fare ciò, è necessario usare l'elicottero, ma Steve ha troppa paura per guidarne uno. Nella speranza di superare le proprie fobie, Steve si reca da un maestro cinese che, grazie ad un amuleto, lo dovrebbe rendere coraggioso. Per un banale equivoco, Steve viene trasformato in un capitano pirata intrepido che inizia ad attaccare Woody e i ricchi visitatori del parco come prova d'amore per Ethel.
Intanto, Malloy ritrova dei vecchi giornali di Woody e decide di ordinare delle scimmie di mare, nonostante il capo ranger lo avverta che si tratta di un pessimo affare perché le immagini pubblicitarie non corrispondono a verità. Deluso dall'appurare che le scimmie di mare sembrano non crescere, proprio come aveva detto Woody, le getta tramite lo scarico del bagno, senza rendersi conto che così facendo le ha mandate nelle acque della diga contaminate dai rifiuti radioattivi. Woody cerca un modo per far tornare Steve il vigliacco di sempre e scopre il segreto dell'amuleto...

## Amicizia altolocata
- Sceneggiatura: Eric Goldberg e Peter Tibbals
- Regia: Bert Ring
- Messa in onda originale: 11 novembre 2014
- Messa in onda italiana: 04 gennaio 2015

Woody si rende conto di non avere amici e che, in particolare, i ranger del suo parco lo detestano per i suoi modi bruschi ed egoistici. Recatosi al bar per farsi qualche drink, incontra un uomo che pare somigliargli molto ed essere anch'egli solo, così i due iniziano a fraternizzare. Woody scopre che si tratta del sindaco di Hazelhurst, un uomo corrotto e tossicodipendente.Ethel intanto ha scoperto che Malloy è l'ultimo esemplare maschio della sua specie ed ha trovato un esemplare femmina per impedire l'estinzione della razza. Woody e il suo amico organizzano una partita a poker ed il ranger viene indotto a scommettere addirittura il parco di Bricklebarry. Il sindaco, che vuole utilizzare il parco per dedicarsi alla caccia grossa, imbroglia Woody e gli sottrae il controllo di Bricklebarry. Deciso a riprendersi il parco, Woody scommette col sindaco sulla capacità di quest'ultimo di uccidere Malloy, in quanto ultimo della propria razza. Malloy, intanto, conosce l'esemplare femmina portato al parco da Ethel e trovando l'orsa repellente, non intende accoppiarsi con lei, anche a costo di far estinguere la propria specie...

## Tutti pazzi per Amber
- Sceneggiatura: Rocky Russo e Jeremy Sosenko
- Regia: Matthew Long
- Messa in onda originale: 18 novembre 2014
- Messa in onda italiana: 04 gennaio 2015

I ranger scoprono dell'esistenza di un loro collega, Harold, che ha passato gli ultimi venti anni da solo su una torre di vedetta del parco poiché Woody si è dimenticato di dargli il cambio. Andato in pensione Hardol, si rende un posto vacante, così viene assunta Amber, una ragazza estremamente avvenente che mette in ombra Ethel. Denzel, intanto, decide di sostituire Harold sulla torre di vedetta, ritenendo sia un lavoro molto meno faticoso. Tuttavia, l'isolamento inizierà a fargli perdere lucidità. Ethel cerca una soluzione per togliere di mezzo la rivale Amber, ma quando va a casa sua di notte con l'intento di ucciderla, finisce addirittura per avere un rapporto sessuale, stregata anche lei dalla bellezza della collega.

## Miracoli e poliziotti
- Sceneggiatura: Roger Black e Waco O'Guin
- Regia: Ira Sherak
- Messa in onda originale: 31 marzo 2015
- Messa in onda italiana: 7 aprile 2019

Steve si lamenta del fatto che la vita a Brickleberry è estremamente noiosa e non gli offre la possibilità di emulare le gesta eroiche di suo padre, a suo dire il miglior ranger della storia del parco. Denzel e gli altri ranger gli consigliano ironicamente di arruolarsi in polizia e Steve decide di farlo sul serio. Venendo bocciato al colloquio col capo ufficio della polizia, riesce a diventare ugualmente un agente truccando un concorso. Dopo aver fortunosamente sventato una rapina in un supermarket, Steve viene promosso e inviato a sgominare una banda di violenti motociclisti.
Woody è alle prese con un problema di emorroidi e, andando dal dott. Kuzniak, scopre che incredibilmente le sue emorroidi racchiudono il volto di Gesù. Spinto da Malloy, inizia a farsi venerare il didietro dalla comunità messicana, tanto da spingere il papa ad interessarsi alla vicenda.
Nota: nella versione italiana è stato censurato il volto di Gesù sulla protuberanza di Woody ed è stata oscurata la scena in cui Gesù cura con una pomata la protuberanza di Woody (è stato lasciato integro solo l'audio).

## Vita da campeggio
- Sceneggiatura: Evan Shames
- Regia: Spencer Laudiero e Matthew Long
- Messa in onda originale: 07 aprile 2015
- Messa in onda italiana: 14 giugno 2015

Woody decide di autorizzare un campeggio all'interno di Bricklebarry e divide i ragazzini in tre squadre, affidandole a Ethel, Connie e Denzel. Un gruppo di bambini disabili resta tagliato fuori dalle attività del campeggio e Steve finisce col far loro da guida, nonostante lo stesso sia riluttante in quanto, anni prima, aveva causato un terribile incidente. Tra i visitatori del campeggio Woody incontra una provocante ragazza che sembra desiderosa di avere un rapporto sessuale con lui, ma il capo ranger scopre con sgomento che si tratta di una minorenne, motivo per cui cerca in tutti i modi di tenere a bada le proprie pulsioni.

## Il complotto delle mucche
- Sceneggiatura: Roger Black e Waco O'Guin
- Regia: Ashley J. Long
- Messa in onda originale: 14 aprile 2015
- Messa in onda italiana: 27 giugno 2015

Woody ed Ethel litigano perché, a causa degli innumerevoli impianti di aria condizionata, il capo ranger sta sprecando enormi quantità di energia elettrica aumentando le immissioni di CO2 e, di conseguenza, causando l'innalzamento delle temperature. La ranger decide di trasferirsi assieme a Connie presso una comunità amish per vivere lontano dai consumi di elettricità, ma ben presto si renderà conto di non poter vivere senza elettrodomestici. Accidentalmente, Steve resta folgorato a causa di un traliccio dell'elettricità e sembra aver acquisito il dono della preveggenza. Col suo nuovo potere Steve si rende conto che Woody col proprio inquinamento causerà presto una vera e propria apocalisse, infatti quando il CO2 avrà raggiunto livelli molto alti comparirà una razza aliena di mucche, inizialmente con l'intento di garantire pace e armonia ma dopo aver scoperto cosa gli uomini fanno alle mucche, decide di schiavizzare il genere umano. 